# Дяченко Олександр Ігорович
Олександр Ігорович Дяченко  (рос. Александр Игоревич Дяченко, 24 січня 1990) — російський веслувальник, олімпієць. Почесний громадянин міста Новодністровськ.

## Виступи на Олімпіадах
| Олімпіада   | Дисципліна             | Місце |
| ----------- | ---------------------- | ----- |
| Лондон 2012 | байдарка-двійка, 200 м | 1     |